# Родома
Родома — деревня в Лешуконском районе Архангельской области. Входит в состав Вожгорского сельского поселения (муниципальное образование «Вожгорское»).

## Географическое положение
Деревня расположена в устье реки Мезенская Пижма, правого притока реки Мезень. Ближайший населённый пункт Вожгорского сельского поселения, деревня Пустыня, расположен в 3,5 км к западу. Расстояние до административного центра поселения, села Вожгора, составляет 6,5 км; а до административного центра района, села Лешуконское — 140 км.

## Население
| Население                            | на 1 января 2010 года |
| ------------------------------------ | --------------------- |
| В возрасте до 16 лет                 | 15                    |
| Трудовые ресурсы (из них работающих) | 47 (35)               |
| Пенсионеры                           | 75                    |
| Всего                                | 161                   |
| Прибыло / выбыло (за год)            | 4 / 3                 |
| Родилось / умерло (за год)           | 0 / 7                 |

## Инфраструктура
Жилищный фонд посёлка составляет 6,4 тыс. м², покинутые и пустующие дома — 24% от общей площади жилищного фонда. Организации и объекты социальной сферы, расположенные на территории населённого пункта (со среднесписочной численностью работников) на 1 января 2010 года:
- отдел культуры (2);
- библиотека (1);
- отделение связи (1).